# Daniel Klvaňa
Daniel Klvaňa (* 21. prosince 1998 Zlín) je český hasič známý zejména díky svému působení na poli požárního sportu. 

## Kariéra
Klvaňa se požárnímu sportu začal věnovat ve svých 8 letech v Oznici. Roku 2011 se stal členem české reprezentace, na dorosteneckém MS debutoval ve 13 letech v roce 2012.
Roku 2015 se Daniel poprvé zúčastnil MČR, na kterém reprezentoval SDH Juřinka. Téhož roku se zúčastnil také MS dorostu v běloruském Grodnu, na kterém pomohl k vylepšení dorosteneckého světového rekordu ve štafetě na 4 × 100 metrů s překážkami a zisku titulu dorosteneckých mistrů světa.
V červnu 2016 se Klvaňa se svým mateřským SDH stal dorosteneckým mistrem republiky. K tomuto titulu v srpnu téhož roku přidal zlaté medaile z dorosteneckého MS v Ostravě z věží a štafety a stříbrnou medaili v celkovém pořadí týmů.
Roku 2017 se na svém prvním dospělém MS stal mistrem světa v běhu na 100 metrů s překážkami. V letech 2015–2017 třikrát v řadě ovládl celkové hodnocení Českého poháru.
V roce 2018 se Klvaňa stal mistrem světa v požárním sportu. Jednalo se o historicky první vítězství české reprezentace v celkovém hodnocení družstev na mistrovství světa.
Dne 4. května 2019 Klvaňa v novém národním rekordu 14,64 s zvítězil na 2. kole Českého poháru v Třebíči. Dne 31. srpna spolu s týmem HZS Moravskoslezského kraje vylepšil národní rekord ve štafetě. O dva týdny později, 12. září 2019, na MS v Saratově časem 14,70 s docílil světového rekordu v disciplíně běh na 100 metrů s překážkami. Za své úspěchy byl Klvaňa oceněn titulem Sportovec Ministerstva vnitra, kategorie: sportovec HZS ČR, jednotlivec.
V roce 2021 si Daniel ze svého posledního MS odvezl stříbrnou medaili v celkovém hodnocení družstev. V letech 2022–2024 se Klvaňa s týmem HZS Moravskoslezského kraje třikrát stal mistrem České republiky v požárním sportu v kategorii HZS. Roku 2024 Klvaňa podruhé v životě získal ocenění Sportovec Ministerstva vnitra, kategorie: sportovec HZS ČR, jednotlivec.
Počínaje rokem 2025 Daniel na MČR reprezentuje HZS Zlínského kraje. 

## Úspěchy
Jedná se o výběr největších úspěchů

### Umístění
Zdroj:

#### Mistrovství světa
– MS 2021 Karaganda, celkové pořadí týmů – Česká republika

 – MS 2019 Saratov, celkové pořadí týmů – Česká republika

 – MS 2019 Saratov, běh 100 metrů s překážkami

 – MS 2018 Bánská Bystrica, celkové pořadí týmů – Česká republika

 – MS 2017 Smyrna, běh 100 metrů s překážkami

#### Mistrovství České republiky
– MČR 2024 Olomouc, celkové pořadí týmů – HZS Moravskoslezského kraje

 – MČR 2023 Sokolov, celkové pořadí týmů – HZS Moravskoslezského kraje

 – MČR 2022 Pardubice, celkové pořadí týmů – HZS Moravskoslezského kraje

#### Český pohár v běhu na 100m s překážkami
– 2017, Celkové pořadí seriálu

 – 2016, Celkové pořadí seriálu

 – 2015, Celkové pořadí seriálu

#### Mistrovství světa dorostu
– MS dorostu 2016 Ostrava, celkové pořadí týmů – Česká republika

 – MS dorostu 2016 Ostrava, štafeta na 4 × 100 metrů s překážkami – Česká republika

 – MS dorostu 2016 Ostrava, výstup do 4. podlaží cvičné věže

 – MS dorostu 2015 Grodno, celkové pořadí týmů – Česká republika

 – MS dorostu 2015 Grodno, štafeta na 4 × 100 metrů s překážkami – Česká republika

### Časy

#### Světový rekord
- Běh na 100 metrů s překážkami – 14,70 s Saratov, 12. září 2019[10]
- Štafeta na 4 × 100 metrů s překážkami, kategorie Dorost – 55,16 s Grodno, 7. srpna 2015[pozn. 2][2]

#### Národní rekordy
- Běh na 100 metrů s překážkami – 14,64 s Třebíč, 4. května 2019[pozn. 3][8]
- Štafeta na 4 × 100 metrů s překážkami – 52,84 s Ústí nad Labem, 31. srpna 2019[pozn. 4][9]

## Osobní rekord
- Běh na 100 metrů s překážkami – 14,64 s Třebíč, 4. května 2019  – současný národní rekord[9]